# Modlin-Twierdza
Modlin-Twierdza (dawn. Modlin Twierdza) – część miasta Nowego Dworu Mazowieckiego (SIMC 0921183), w województwie mazowieckim, w powiecie nowodworskim. Leży na Modlinie, czyli północno-zachodniej części Nowego Dworu, rozpościerającej się na prawym brzegu Narwi i Wisły. Do 1961 samodzielna miejscowość. Składa się z Twierdzy Modlin (systemu umocnień z obozem warownym) oraz cywilnej części (tzw. osiedla nr 6).
W latach 1867–1952 wieś w gminie Pomiechowo w powiecie warszawskim; 20 października 1933 utworzono gromadę Modlin Twierdza w granicach gminy Pomiechowo, składającą się z Modlina Twierdzy, Modlina Stoczni i kolonii Utrata.
W związku z utworzeniem powiatu nowodworskiego 1 lipca 1952, gminę Pomiechowo zniesiono, a gromadę Modlin Twierdza (już pod nazwą Modlin) włączono do nowo utworzonej gminy Modlin.
W związku z reorganizacją administracji wiejskiej jesienią 1954 gromada Modlin weszła w skład nowo utworzonej gromady Modlin Stary, składającej się Modlina Starego, Bronisławki i Modlina (Twierdzy).
31 grudnia 1961 z gromady Modlin Stary wyłączono miejscowości Modlin Stary, Modlin-Lotnisko i Modlin-Twierdza i włączono je do Nowego Dworu Mazowieckiego, a pozostały obszar gromady Modlin Stary przekształcono w gromadę Nowy Modlin.